# Могила-Роблениця
Могила-Роблениця — скіфський курган на території Бахмацького району Чернігівської області поблизу села Голінка.

## Розташування і розмір
Могила-Роблениця розташована у трьох кілометрах на захід від села Голінка у бік Григорівки. На осінь 2015 Могила-Роблениця була заввишки чотири метри, у діаметрі — 20 метрів. Щороку підточується сільськогосподарською технікою.
Проводилися археологічні розкопки, на самому кургані глибокі ями, залишені після досліджень Могили.

## Специфіка
Скіфські кургани зустрічаються на території всієї лівобережної України. Кургани північніше міста Ромни у науці відомі як Посульські, хоча лежать доволі далеок на північ.
Могила-Роблениця між сучасними селами Бахмацького району — Григорівка та Голінка — належить до північної околиці Посульської групи курганів і розташована неподалік пересохлої річки Голінка басейну річки Ромен. За свідченням археологів, більшість курганів на території Бахмацького району споруджено в VI—V століттях до Різдва Христова.
Могила-Роблениця ще у 19 столітті була розташована у цілій групі скифських курганів, при чому поруч розташований ще один курган, розораний у 1950-их роках ХХ століття.
За більш як дві з половиною тисячі років більшість курганів довкола Могили-Роблениці розорано і зрівняно із землею, в ареалі цієї археологічної пам'ятки ще прочитуються до двох десятків курганів, переважно між селами Голінка та Гайворон, а також поблизу Терешихи та селища Восьме Березня.

## Народні повір'я про Могилу-Робленицю
У довколишніх селах Могила-Роблениця користується недоброю репутацією (погане місце) і тепер більшість місцевої молоді навіть не знають про її існування. Щоправда, збереглися перекази про використання цього кургану у магічних вправах мешканців села Голінка. Зокрема, місцеві чаклунки рекомендували безплідним парам або тим, хто страждав на імпотенцію, здійснити статевий акт на Могилі-Роблениці. Це мало допомогти у сімейному житті.